# Fucaceae
Le Fucaceae sono una famiglia di alghe brune.

## Lista dei generi
Ci sono sette generi appartenenti a questa famiglia, in particolare Fucus, che comprende diverse alghe comuni.
- Ascophyllum
- Fistularia
- Fucus
- Hesperophycus
- Pelvetia
- Pelvetiopsis
- Silvetia
- Xiphophora